# Blizzard of Ozz
| 전문가 평가                   | 전문가 평가  |
| 평가 점수                     | 평가 점수    |
| 출처                          | 점수         |
| ----------------------------- | ------------ |
| AllMusic                      | [ 2 ]        |
| BBC Music                     | (favourable) |
| MusicRadar                    | (favourable) |
| Martin Popoff                 | [ 5 ]        |
| Rolling Stone                 | [ 6 ]        |
| Uncut                         | [ 7 ]        |
| Encyclopedia of Popular Music | [ 8 ]        |

《Blizzard of Ozz》는 1980년 9월 20일, 영국에서, 1981년 3월 27일, 미국에서 발매된 영국의 헤비 메탈 보컬리스트 오지 오스본의 데뷔 솔로 음반이다. 이 음반은 오스본이 1979년 블랙 사바스에서 발매한 이후 처음으로 발매된 음반이다. 《Blizzard of Ozz》는 오스본이 1982년 로즈가 죽기 전 기타리스트 랜디 로즈와 함께 녹음한 두 장의 스튜디오 음반 중 첫 번째 음반이다. 2017년에는 《롤링 스톤》의 "역사상 가장 위대한 메탈 음반 100장"에서 9위에 올랐다.

## 발매
음반 수록곡인 〈Crazy Train〉과 〈Mr. Crowley〉는 1980년에 싱글로 발매되었다. 〈Crazy Train〉은 그 해 《빌보드》 톱 트랙 차트에서 9위로 정점을 찍었다. 2009년 1월, 이 노래는 2배 플래티넘 인증을 획득했다. 비록 첫 발매 당시 라디오 방송을 거의 받지 못했지만, 〈Crazy Train〉은 이후 몇 년간 오스본의 대표곡이자 클래식 록 라디오 재생목록의 주류가 되었다.
이 음반은 1997년 미국에서 4배 플래티넘 인증을 받은 등 상업적인 성공을 거두었는데, 오스본은 2000년 《No More Tears》 인증을 받기 전까지 다시 한번 위업을 달성하지 못했다. 2019년에는 5배 플래티넘 인증을 받았다. 영국에서는 네 개의 오스본 음반 중 처음으로 영국 축음기 협회의 실버 인증(60,000장 출하)을 획득하여 1981년 8월에 이를 달성하였다. 이 음반은 또한 "역사상 위대한 100대 기타 음반"의 《기타 월드》 독자 투표에서 13위를 차지했다. 자서전에서 오스본은 음반이 녹음될 당시 자신의 예전 밴드인 블랙 사바스와의 직접적인 경쟁 관계에 있다고 느꼈다고 흔쾌히 인정했다.

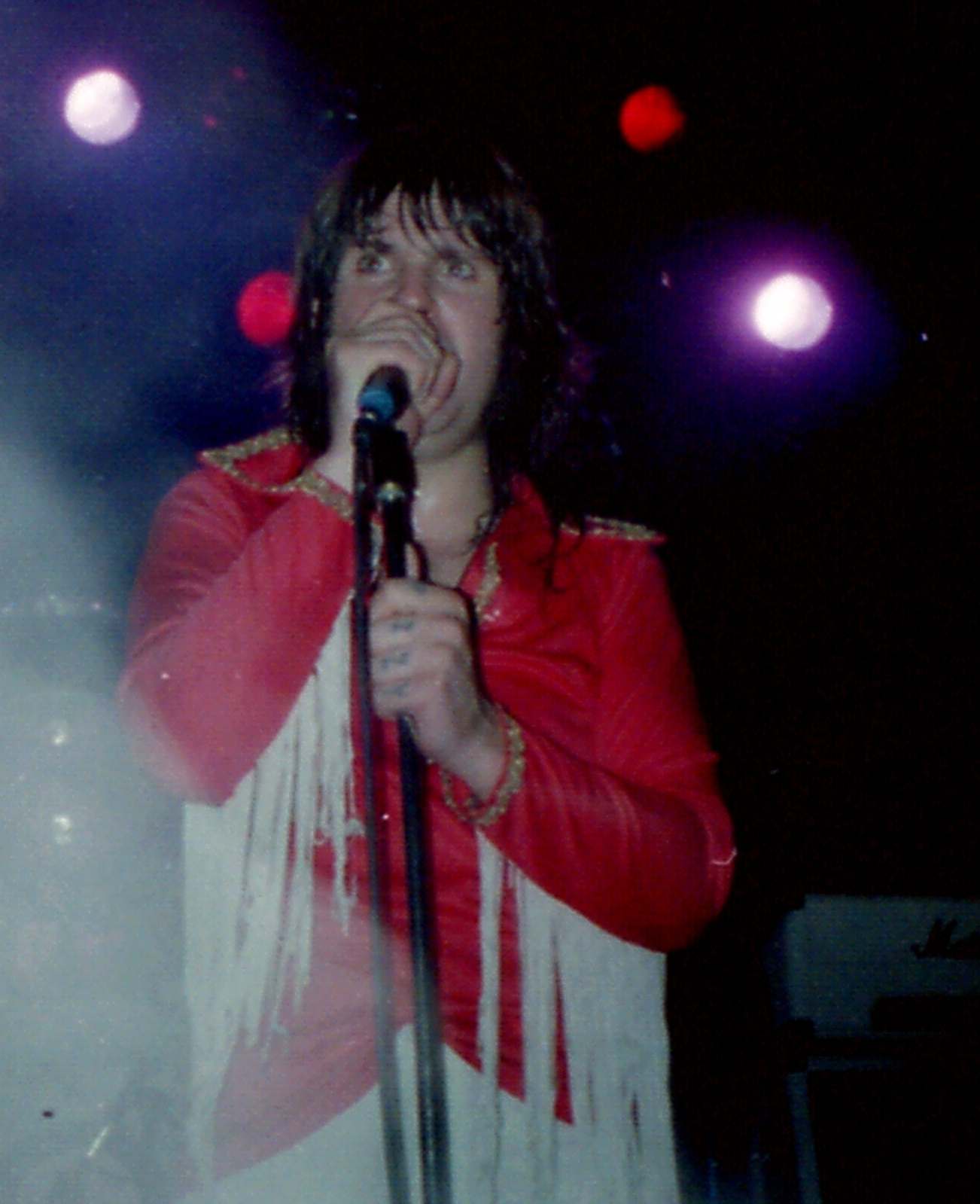
오스본은 웨일스 카디프에서 《Blizzard of Ozz》를 지원하며 공연했다.

《Blizzard of Ozz》는 메탈리카의 베이시스트 로버트 트루히요와 페이스 노 모어의 드러머 마이크 보딘의 새로운 녹음된 부분으로 2002년 오리지널 베이스와 드럼 트랙이 교체되면서 논란이 되었지만, 대중들의 항의로 인해 2011년 발매를 위해 원래의 베이스와 드럼 트랙이 복원되었다. 2011년 발매는 2013년 영국 축음기 협회에 의해 실버 인증을 받았다.

## 곡 목록
모든 곡들은 특별한 언급이 없는 한 오지 오스본, 랜디 로즈 그리고 밥 데이즐리에 의해 작사/작곡하였다.
| #  | 제목                   | 재생 시간 |
| -- | ---------------------- | --------- |
| 1. | 〈I Don't Know〉       | 5:16      |
| 2. | 〈Crazy Train〉        | 4:57      |
| 3. | 〈Goodbye to Romance〉 | 5:36      |
| 4. | 〈Dee (로즈)〉         | 0:50      |
| 5. | 〈Suicide Solution〉   | 4:20      |

| #  | 제목                                                       | 재생 시간 |
| -- | ---------------------------------------------------------- | --------- |
| 6. | 〈Mr. Crowley〉                                            | 4:57      |
| 7. | 〈No Bone Movies (오스본, 로즈, 데이즐리, 리 커슬레이크)〉 | 3:58      |
| 8. | 〈Revelation (Mother Earth)〉                              | 6:09      |
| 9. | 〈Steal Away (The Night)〉                                 | 3:28      |

## 인증
| 국가                                                            | 인증        | 판매량/출하량 |
| --------------------------------------------------------------- | ----------- | ------------- |
| 오스트레일리아 (ARIA)                                           | 골드        | 35,000        |
| 캐나다 (뮤직 캐나다)                                            | 플래티넘    | 100,000^      |
| 영국 (BPI)                                                      | 실버        | 60,000^       |
| 영국 (BPI) 2011 Release                                         | 실버        | 60,000^       |
| 미국 (RIAA)                                                     | 5× 플래티넘 | 5,000,000     |
| ^출하량을 기반으로 한 인증 · 판매량+스트리밍을 기반으로 한 인증 |             |               |